# Saski Baskonia
Club Deportivo Saski-Baskonia S.A.D., cunoscut ca Laboral Kutxa din motive de sponsorizare, este o echipă spaniolă de baschet profesionist din  orașul Vitoria-Gasteiz, Țara Bascilor, Spania. Numele sponsorului clubului este cel al cooperativei de credit Laboral Kutxa.

## Istorie
Clubul a fost fondat în 1959 ca secție de baschet a Clubului Deportivo Vasconia. A jucat pentru prima dată în baschetul spaniol de cel mai înalt nivel în 1971, și a devenit o forță majoră în baschetul spaniol în anii 1990. Cel mai recent, Baskonia a ajuns în Final Four al Euroligii în 2005, 2006, 2007, 2008 și 2016, pierzând în finala din 2005 și semifinala din 2006 împotriva Maccabi Tel Aviv, în semifinala din 2007 împotriva celor de la Panathinaikos și în semifinala din 2008 împotriva CSKA Moscova.

## Antrenori
| - Iñaki Iriarte 1981–1983 - Juan Antonio Ortiz de Pinedo 1983 - Txema Capetillo 1983–1984 - Xabier Añúa 1984–1985 - Pepe Laso 1985–1987 - Manu Moreno 1987–1989 - Željko Pavličević 1989–1990 - Herb Brown 1990–1992 - Iñaki Iriarte 1992–1993 |  | - Manel Comas 1993–1997 - Sergio Scariolo 1997–1999 - Salva Maldonado 1999 - Julio Lamas 1999–2000 - Duško Ivanović 2000–2005 - Pedro Martínez 2005 - Natxo Lezkano 2005 - Velimir Perasović 2005–2007 - Božidar Maljković 2007 |  | - Neven Spahija 2007–2008 - Duško Ivanović 2008–2012 - Žan Tabak 2012–2013 - Sergio Scariolo 2013–2014 - Marco Crespi 2014 - Ibon Navarro 2014–2015 - Velimir Perasović 2015–2016 |

## Palmares

### Național
Campionatul Spaniei
- Câștigătoare (3): 2001–2002, 2007–2008, 2009–2010

Cupa Spaniei
- Câștigătoare (6): 1995, 1999, 2002, 2004, 2006, 2009

Supercupa Spaniei
- Câștigătoare (4): 2005, 2006, 2007, 2008.

Cupa Asociației
- Câștigătoare (1): 1985

Divizia a doua
- Câștigătoare (1): 1971–72

Cupa Țării Bascilor
- Câștigătoare (2): 2011, 2012

### European
Euroliga
- Finalistă (2): 2000–2001, 2004–2005

Cupa Saporta FIBA
- Câștigătoare (1): 1995–96 MVP Ramón Rivas
- Finalistă (2): 1993–1994, 1994–1995